# Katastrofa lotu Siberian Light Aviation 42
Katastrofa lotu Siberian Light Aviation 42 – był to regularny krajowy lot pasażerski z portu lotniczego Kiedrowyj do portu lotniczego Tomsk, który się odbył 16 lipca 2021 r. Antonow An-28 obsługujący lot doznał awarii obu silników ok. 10 minut po starcie i rozbił się w Rezerwacie Wasiugańskim. Dwie osoby (pilot i pasażer) zostały poważnie ranne, reszta osób doznała niewielkich obrażeń.

## Załoga
Pilotem samolotu był Anatolij Jakowlewicz Prytkow. Dla Siberian Light Aviation latał od 2015 roku. Służył w siłach zbrojnych ZSRR w latach 1988-1992 jako pilot, a od czasu opuszczenia sił zbrojnych pracował dla kilku linii lotniczych. W chwili wypadku miał wylatane łącznie 7906 godzin lotu, w tym 3970 godzin na An-28. W wypadku odniósł poważne obrażenia.
Pierwszym oficerem był Khasanov Farukh. Dla Siberian Light Aviation latał od lutego 2021 roku. W chwili wypadku miał wylatane łącznie 174 godziny lotu, w tym 19 godzin na An-28.

## Wypadek
Lot Siberian Light Aviation 42 odleciał z portu lotniczego Kiedrowyj z 15 min opóźnieniem o 15:58 czasu lokalnego. Po dziesięciu minutach lotu, na wysokości 3000 m i 70 km od lotniska, z którego startowali, oba silniki samolotu uległy awarii. Piloci próbowali ponownie uruchomić silniki, ale bez powodzenia.
W wywiadach po wypadku pilot informował, że po wejściu samolotu w gęstą chmurę, w silnikach pojawiło się oblodzenie, powodując ich awarię.

## Dochodzenie
16 lipca 2021 r. Komitet Śledczy Federacji Rosyjskiej wszczął sprawę z powodu podejrzenia przestępstwa z art. 263. Jeśli jednak śledztwo ustali, że przyczyną wypadku było coś innego, niż błąd pilotów, załoga może liczyć na pochwałę za umiejętności i odwagę.
Śledczy ogłosili, że zbadają cztery możliwe przyczyny wypadku
1. Problemy z paliwem
2. Awarię sprzętu
3. Warunki pogodowe
4. Błąd pilota

19 lipca 2021 r. śledczy ujawnili, że odzyskali rejestrator danych lotu i że dane są odzyskiwane. Samolot nie był wyposażony w rejestrator rozmów w kokpicie s. 33. Główną teorią przyczyny katastrofy jest to, że samolot wszedł w region o wysokiej wilgotności, co doprowadziło do zatkania wlotów powietrza silników lodem.
28 lipca 2021 r. okazało się, że automatyczny system ostrzegania o oblodzeniu nie wskazywał, że samolot jest oblodzony, a system przeciwoblodzeniowy silników nie uruchomił się. Śledczy ujawnili również, że załoga biorąca udział w katastrofie wykonała dziesięć lotów w ciągu ostatnich 24 godzin przed katastrofą.
We wrześniu 2021 r. Międzypaństwowy Komitet Lotniczy opublikował wstępny raport z wypadku. W raporcie stwierdzono, że ilość oleju, paliwa i płynu hydraulicznego załadowanego do samolotu była odpowiednia dla zaplanowanej podróży, ale załoga była przepracowana w dniach poprzedzających wypadek i nie dano im czasu na odpoczynek. W raporcie stwierdzono, że podczas lotu silniki samolotu oblodziły się, zgasły i nie można było ich ponownie uruchomić przed katastrofą. Komisja postanowiła wydać raport końcowy z wypadku w przyszłości s. 2.
W grudniu 2021 r. śledczy ujawnili, że zawęzili śledztwo do dwóch możliwych przyczyn katastrofy. Jedną z możliwych przyczyn było to, że system przeciwoblodzeniowy działał nieprawidłowo, powodując oblodzenie silników. Inną możliwością było to, że system przeciwoblodzeniowy został aktywowany przez załogę zbyt późno. Śledczy powiedzieli, że spodziewają się wyników testów w 2022 r. 